# Anton Bühler
Anton «Töni» Bühler (* 15. Juni 1922 in Winterthur; † 29. März 2013 in St. Gallen) war ein Schweizer Pferdesportler.

## Leben
Anton Bühler wurde als zweites von fünf Kindern von Hans Bühler, Olympiateilnehmer 1924 in Spring- und Vielseitigkeitsreiten, geboren. Sein Vater war auch sein erster Reittrainer. Von 1942 bis 1945 diente Anton Bühler bei der Schweizer Kavallerie und hatte hier die Möglichkeit, Springen und Pferderennen zu reiten. Er studierte in Zürich und Cambridge Agrartechnik.
Er nahm als aktiver Vielseitigkeitsreiter an drei Olympischen Spielen teil. Nachdem er 1948 noch die Medaillenränge verpasst hatte, gewann er 1960 mit Gay Spark in Einzel- und Mannschaftswertung olympische Medaillen. Bei den Europameisterschaften fünf Jahre zuvor war die Schweiz nur eine von zwei Nationen, die die Wertung beendeten – Bühler gewann mit der Schweizer Mannschaft die Silbermedaille. 1972 nahm er letztmals als Reiter an den Olympischen Spielen teil und beendete nach den Spielen seine aktive internationale Sportlerlaufbahn.
Anschliessend war er als Richter und Parcoursbauer für Vielseitigkeitsprüfungen tätig. Für die Olympischen Spiele 1980 in Moskau wurde er als Parcoursbauer der Geländestrecke ausgewählt. Aufgrund des Olympiaboykotts vieler westlicher Staaten war das Starterfeld jedoch stark geschwächt. Nachdem Bühler vor Ort das Training von Reitern mit wenig internationaler Erfahrung gesehen hatte, gab er sein Amt ab, da er um das Leben von Mensch und Pferd fürchtete.
Auf nationaler Ebene stieg Bühler bis ins hohe Alter in den Sattel und führte zusammen mit anderen Reitern Over-Fifty-Military-Wettbewerbe durch. Lange Zeit nahm er noch an Springtrainings bei Paul Weier in Elgg teil.
Anton Bühler starb nach dreijähriger schwerer Erkrankung in einem Heim in St. Gallen.

## Wichtige Erfolge
- Olympische Sommerspiele:
  - 1948, London: mit Amour Amour 4. Platz mit der Mannschaft und 19. Platz in der Einzelwertung
  - 1960, Rom: mit Gay Spark 2. Platz mit der Mannschaft und 3. Platz in der Einzelwertung
  - 1972, München: mit Wukari 6. Platz mit der Mannschaft und 15. Platz in der Einzelwertung

- Europameisterschaften:
  - 1955, Windsor Castle: mit Uranus 2. Platz mit der Mannschaft